# 생물적 환경정화

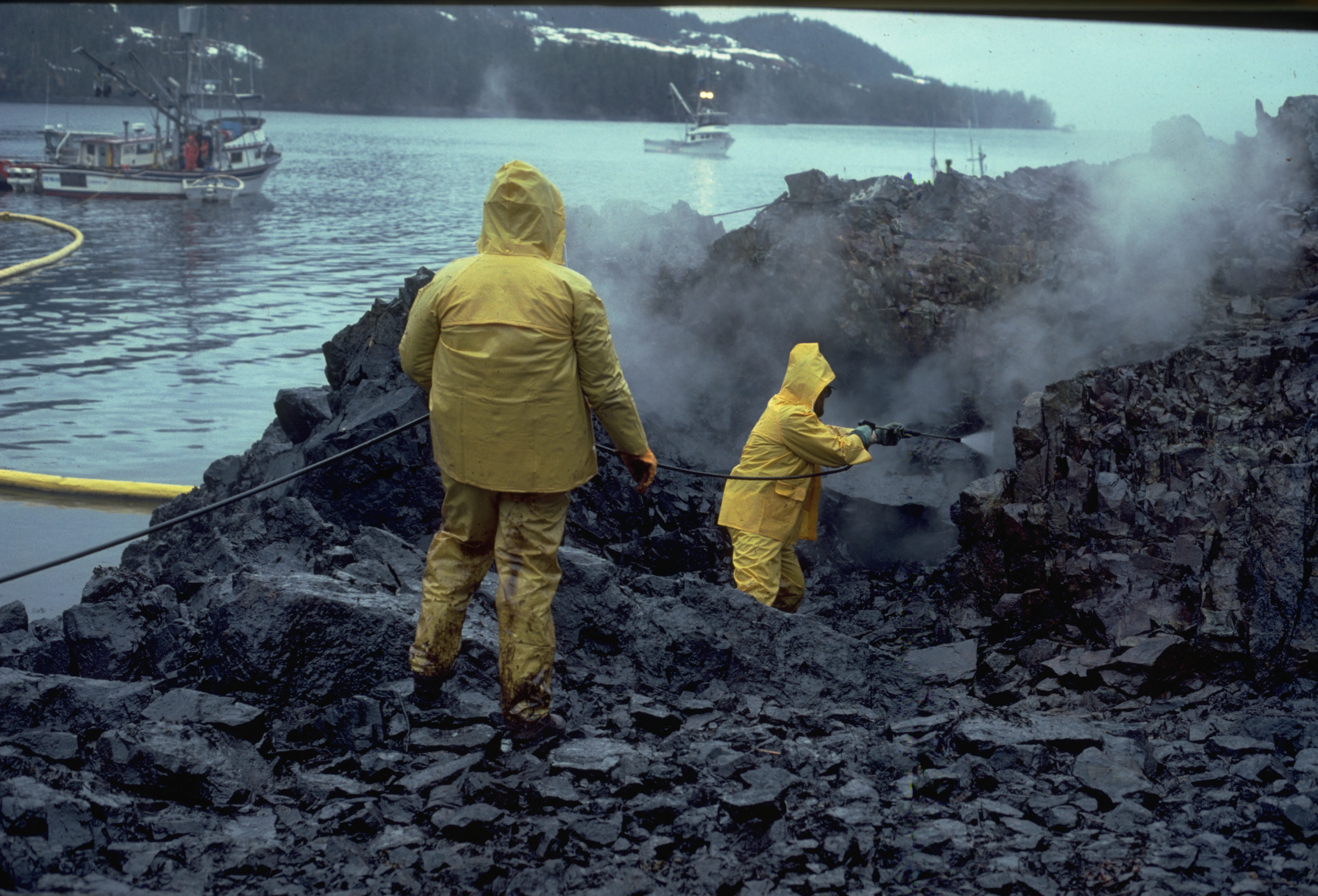
엑슨발데즈 원유 유출 사고당시 고온의 물을 분사하여 원유를 처리하는 모습. 그러나 이 방법은 기름을 자연분해하는 세균까지 제거했기 때문에 역효과가 일어났다.

생물적 환경정화(Bioremediation), 또는 생물학적교정은 오염된 환경을 미생물, 곰팡이, 식물 또는 그 효소를 이용하여 원래의 상태로 복구시키는 모든 방법으로 정의할 수 있다. 즉, 생물을 이용하여 위해물질을 독성이 약한 물질로 분해하고 오염된 환경을 정화하는 과정이다. 예를 들자면 세균을 이용해 특정한 토양 오염물질(염소가 포함된 탄화수소물질 등)을 분해할 수도 있고, 질소나 황을 첨가하는 세균을 이용해 해상에 유출된 원유를 분해할 수도 있다. 이러한 생물적 환경 정화의 자연적 정화 기작을 개선하여 정화 속도를 증가시키는 것이다.

## 정화 기작
효소는 폐기물이 문제를 일으키기 전에 유기물을 분해하기 위하여 이용될 수 있다. 또한 단백질은 수은과 카드뮴 같은 "중금속" 오염물질을 중화시킬 수 있다. 이 위험한 성분은 먹이사슬을 통해 생물체에 해를 일으키는 원인으로 환경에 축적될 수 있다. 그들은 금속이기 때문에, 효소에 의해 분해되지 않는다. 생명공학 기술을 이용해서 중금속을 붙잡는 단백질, 즉 메탈로티오닌의 접착성 외막을 갖는 미생물을 만들어 낼 수 있다. 이런 경우에 폐기물은 분해되거나 하지 않고, 위험이 적은 상태로 된다. 독성이 강한 금속은 세균에 결합하면 그 금속은 식물과 동물에 의해 흡수되지 않기 때문이다.
미생물들은 산소를 필요로 하는 반응인 호기적 물질대사나 산소를 필요로 하지 않는 혐기적 물질대사를 통해 많은 화학약품들을 무해한 화합물로 전환할 수 있다. 이 두 가지의 과정은 산화와 환원반응을 포함하는데 이는 생분해에 수반되는 과정이다. 또한 산화환원반응은 세포내 기능을 위해 중요하다. 호기적 및 혐기적 생분해 과정에서 산소를 쉽게 접할 수 있는 지표수와 표토 같은 환경에서 호기성세균은 화합물의 산화를 통해 오염물질을 분해한다. 호기적 생분해 반응에서 산소는 석유제품과 같은(탄소원자로 이루어진) 유기분자를 포함하는 다양한 화학약품을 산화한다. 이처럼 미생물들은 이산화탄소와 메탄가스처럼 보다 단순하고 무해한 분자를 만들기 위해 산화된 유기화합물을 더 분해할 수 있다. 세균들은 이 과정에서 에너지를 만들어 더 많은 세포를 만드는데 사용하므로 생물량을 늘린다. 어떤 호기성세균들은 또한 금속과 암모니아 같은(탄소를 포함하지 않는) 무기화합물을 산화한다. 더불어 많은 미생물들은 환경에서 산소의 양이 감소할 때 생물적 환경정화를 계속하기 위해 혐기적 물질대사로 전환할 수 있다. 혐기성세균들은 전자수용체로 산소 대신에 철, 황산 및 질산과 같은 다른 분자에 의존한다. 이렇게 오염물질을 분해하면서 생성된 에너지는 세균의 세포성장(생체량)을 촉진시키는데 사용된다.

## 장점
생물적 환경정화는 많은 경제적/효율적 장점이 있으며, 중장비를 동원해야만 작업할 수 있는 지역에서도 사용될 수 있다. 예를 들어, 원유 등의 탄화수소화합물이 누출되거나 염소를 포함한 화합물이 지하수를 오염시켰을 때, 적절한 오염 정화 생물을 이용하면 오염도를 장기간에 걸쳐 크게 줄일 수 있다. 이 방법은 일반적으로 땅을 파헤치는 등의 방법에 비해 훨씬 저렴하다. 또한, 오염된 지하수를 펌프로 퍼내서 정화시킬 필요성도 없다. 

## 의의
삶의 질은 청결하고 건강한 환경과 직접적으로 연관되어 있다는 점에서 생물적 환경정화는 삶의 질을 개선하는데 많은 기여를 할 수 있을 것이다.

## 같이 보기
- 킬레이트
- 느타리속